# Antraceno
O antraceno é um hidrocarboneto aromático policíclico. A temperatura ambiente, é um sólido incolor que sublima facilmente. O antraceno é incolor, mas mostra uma coloração azul fluorescente quando é submetido a radiação ultravioleta.

## História
O antraceno foi descoberto em 1832 por Antoine Laurent e Jean Dumas a partir do alcatrão de hulha. Por oxidação do antraceno, Laurent conseguiu em 1836 a primeira síntese da antraquinona e do ácido ftálico.

## Reatividade
Ainda que o antraceno seja um produto completamente aromático, o anel central mostra também reatividade do dieno sendo susceptível de reações de Diels-Alder. O anel central também é mais facilmente oxidado ou reduzido, devido a ação dos dois átomos centrais que conservam dois anéis fenílicos com seu sistema aromático intacto, tornando esta situação energeticamente mais favorável.
A irradiação com luz ultravioleta consegue também a dimerização do antraceno, formando a ligação dos carbonos dos anéis centrais das moléculas de antraceno. De todas as formas, o dímero é termicamente instável.

## Síntese
O antraceno é obtido a partir do óleo antracênico existente no alcatrão e pode ser sintetizado a partir de benzoquinona, 1,3-butadieno e por redução da antraquinona com zinco. Rotas alternativas passam pelo anidrido do ácido ftálico e benzeno em reação de Friedel-Crafts ou por desidratação de 2-metil-benzofenona.

## Aplicação
Quase todo o antraceno é oxidado para produzir antraquinona, produto básico para muitos corantes (como a alizarina), inseticidas, conservantes, entre outros. A ausência de indústrias produtoras de antraquinona no Brasil fazem com que quase toda a produção de óleo antracênico seja destinada a fabricação de negro de fumo.